# Compresseur alternatif

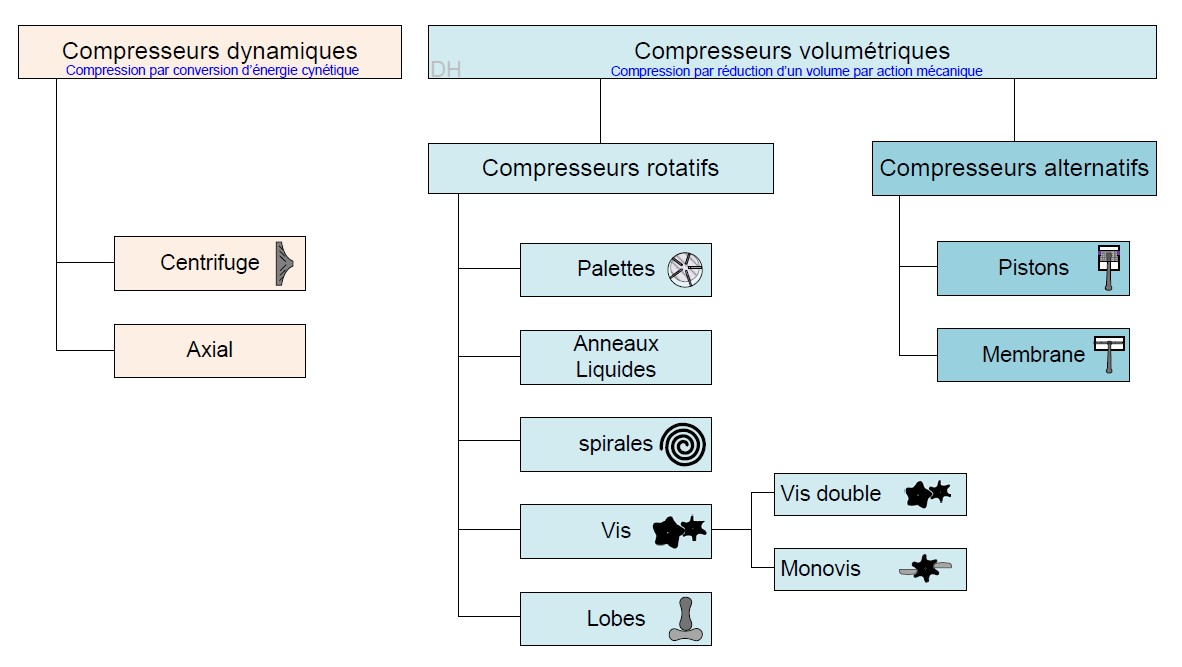

Un compresseur alternatif (en anglais : reciprocating compressor) désigne une catégorie de compresseurs de gaz dont la compression est réalisée de manière alternative par un mouvement linéaire. Dans cette sous famille des compresseurs alternatifs on trouve les compresseurs à piston et les compresseurs à membrane. Les compresseurs alternatifs sont des compresseurs volumétriques, c'est-à-dire que la compression de l'air est réalisé par la diminution mécanique du volume d'une chambre de compression.

## Description

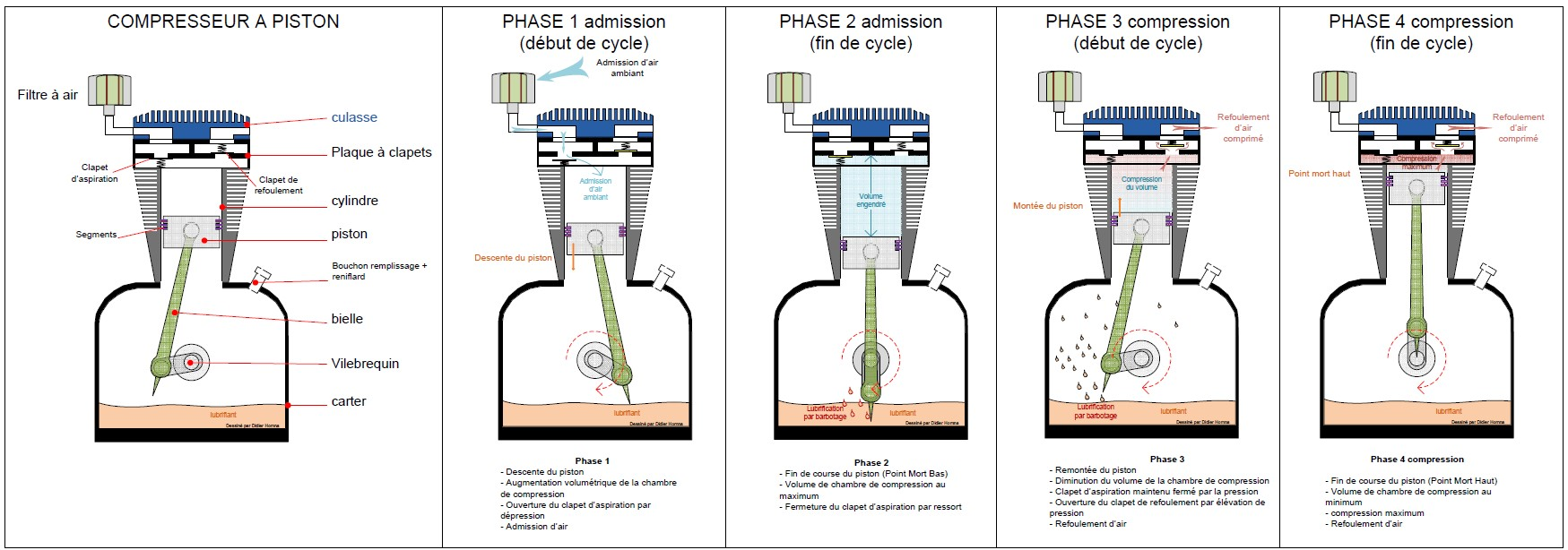
principe de fonctionnement d'un compresseur à piston

Un compresseur à pistons est un compresseur de gaz qui sert à fournir des gaz basse, moyenne ou haute pression. Pour y parvenir, il a recours à des pistons entraînés par un vilebrequin,.
Un compresseur à  pistons reprend l'Architecture des moteurs à pistons , mais l'analogie s'arrête là, l'usage de ce concept mécanique étant "inversé" du point de vue énergétique (le moteur à pistons crée un mouvement rotatif à partir d'une combustion interne, le compresseur à piston crée de l'air comprimé à partir d'un mouvement rotatif).

### Principe de fonctionnement
Un piston effectue un mouvement alternatif dans un cylindre, faisant ainsi varier le volume de la chambre de compression (voir schéma ci contre). Des clapets anti-retour, ou soupapes, sont installés dans des plaques  à clapets (ou boîtes à clapets) à l'admission et au refoulement d'air. L'ensemble est surmonté d'une culasse.
Phase d'admission d'air: lorsque le piston s'éloigne de la culasse, le volume de la chambre de compression s'agrandit. La dépression créée aspire l'air ambiant au travers de la culasse puis du clapet d'admission (ou d'aspiration). Le clapet de refoulement (ou d'échappement) est fermé, en fonction anti-retour.
Phase de compression: lorsque le piston se rapproche de la culasse, l'air présent est comprimé par la réduction du volume de la chambre de compression. Le clapet d'aspiration se referme sous l'effet de sa fonction anti-retour; l'air comprimé est donc contraint de s'échapper au travers du clapet de refoulement.

La répétition de ce cycle permet de forcer un grand volume de gaz dans le réservoir, augmentant d'autant la pression de ce dernier.

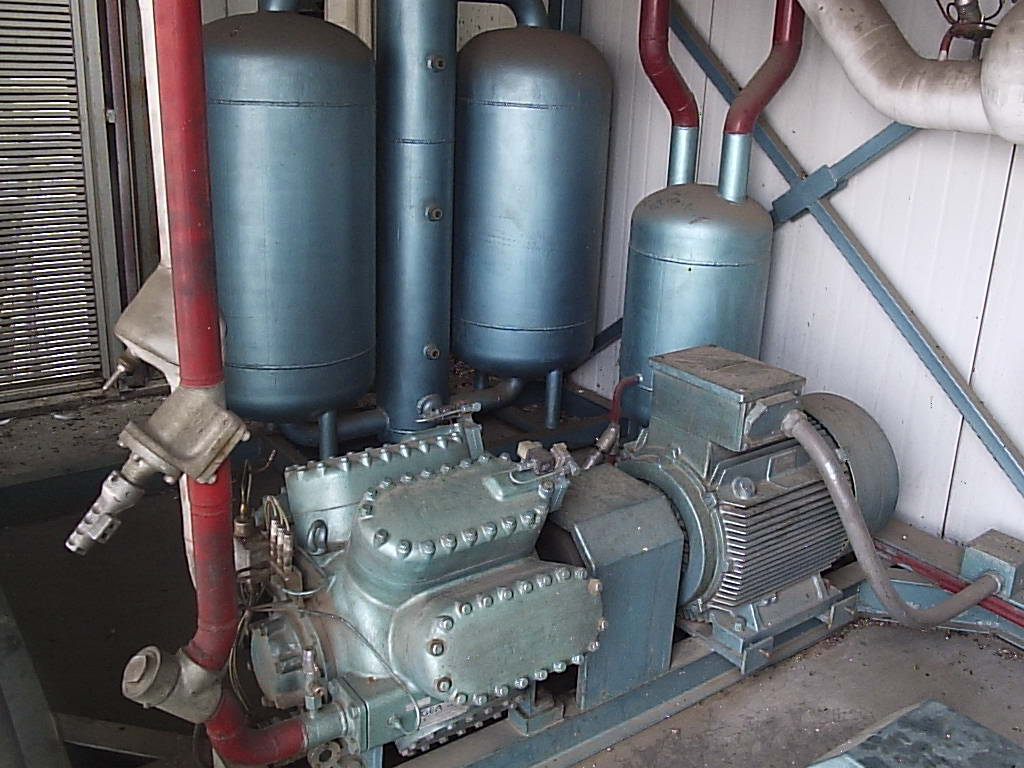
Un autre type de compresseur alternatif. Il délivre une puissance de 86 HP et ses pistons sont dits en « VV ».

L'échappement d'air oppose une certaine résistance qui provoque un échauffement; cumulé avec la chaleur provoquée par la compression, cela entraîne des températures de compression très élevées (>100°C). Les clapets de compresseurs, pièce maîtresse des compresseurs, sont des éléments très sollicités, surtout au refoulement, tant en efforts mécaniques qu'en températures. Il existe des clapets concentriques et des clapets à lamelles pour des applications plus courantes, nécessitant tous une maintenance récurrente.

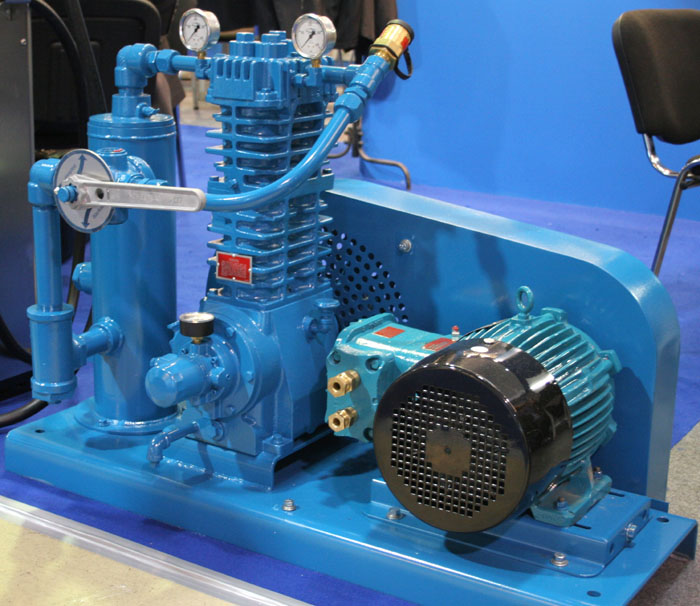
Un troisième type de compresseur alternatif. Il ne possède qu'un seul piston.

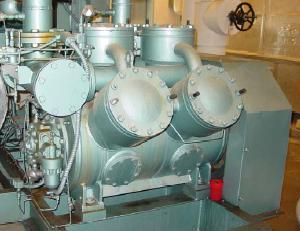
Un compressur alternatif motorisé qui peut fonctionner avec deux, quatre ou six cylindres.

Un compresseur à piston peut être équipé d'un ou plusieurs pistons, il sera alors  désigné de : mono-cylindre, bi-cylindres, ..6 cylindres...(il y a autant de cylindres que de pistons). En cas de multi-cylindres, les phases d'admission et d'échappement sont décalées pour mieux répartir les efforts mécaniques, et cela diminue les effets de pulsation de la production du fluide comprimé.(les mouvements alternatifs des pistons induisent une production d'air par a-coups, inconvénient propre aux compresseurs alternatifs.
Spécificité des multi-étages des compresseurs à pistons, qui présentent par ailleurs de très bon taux de compression, et sont très souvent privilégiés pour produire l'air comprimé à haute pression (plongée sous-marine-300 bars, injection PET-20 à 40bars...)
les compresseurs à piston existent en versions lubrifiés ou non-lubrifiés. Ils peuvent être à simple ou double effet (un simple effet comprime d'un seul côté du piston, un double effet à 2 chambres de compression, de chaque côté du cylindre)
Les compresseurs de réfrigérateurs sont habituellement de type hermétique à pistons.

## Histoire
La singulière histoire du piston
Les premiers compresseurs à piston étaient des compresseurs à double effet, dont l'unique piston ne comprimait pas directement l'air, mais agitait une masse d'eau qui remplissait les chambres de compression. Cette eau, mise en mouvement par le piston, jouait elle même le rôle de pistons en se déplaçant dans des cylindres de manière alternative, comprimant ainsi l'air contenu dans ces cylindres; par exemple le compresseur Sommeiller ,du nom de son inventeur. Les clapets d'aspiration et de refoulement (les soupapes), comme les segments, étaient le plus souvent en cuir

## Usages
Ce type de compresseur a différents usages. Il est utilisé dans les complexes chimiques (dont les raffineries et les sites de traitement du gaz naturel), dans les gazoducs et dans les sites industriels de réfrigération. Il est aussi essentiel à l'expansion des plastiques servant à former des bouteilles en polytéréphtalate d'éthylène (PET).
Ils servent également pour entraîner les outils pneumatiques, tels une perceuse pneumatique.